# Джай джаван джай кисан
«Джай джаван джай кисан» (рус. Да здравствует солдат, да здравствует фермер; хинди जय जवान जय किसान) — лозунг второго премьер-министра Индии Лала Бахадура Шастри, произнесённый в 1965 году на общественном собрании в Праяградже.
Вскоре после того, как Лал Бахадур Шастри стал премьер-министром Индии после смерти Джавахарлала Неру, Индия подверглась нападению со стороны Пакистана. В то же время в стране был дефицит продовольственного зерна. Поэтому Шастри произнёс лозунг «Джай джаван джай кисан», чтобы призвать солдат встать на защиту Индии и в то же время призвать фермеров сделать всё возможное для увеличения продовольственного зерна, чтобы уменьшить зависимость от импорта в Индию. Так лозунг набрал популярность в стране.
Согласно версии Министерства информации и телерадиовещания Индии, лозунг Шастри «Джай джаван джай кисан» разносится по территории Республики Индия и по сей день.

## Версии лозунга
- «Джай джаван, джай кисан, джай вигьян» — версия лозунга «Джай джаван джай кисан», придуманная Аталом Бихари Ваджпаи в 1998 году в результате добавления к лозунгу части «Джай вигьян» (рус. Да здравствует наука), чтобы подчеркнуть важность знаний для прогресса развития Индии[5].
- «Джай джаван, джай кисан, джай вигьян, джай анусандхан» — версия лозунга «Джай джаван, джай кисан, джай вигьян» Атала Бихари Ваджпаи, придуманная Нарендрой Моди на выступлении с докладом «Future India: Science and Technology» в Прекрасном профессиональном университете[англ.] Джаландхара в результате добавления к лозунгу части «Джай анусандхан» (рус. Да здравствует исследование), чтобы подчеркнуть важность исследовательской работы для национального развития[6].
- «На джаван на кисан» — версия лозунга «Джай джаван джай кисан», придуманная Шаши Тхаруром[англ.] для отсылки на бюджет 2021 года. Буквально переводится как «Ни солдат, ни фермер»[7].

## В культуре
- В 2015 году в прокат был выпущен фильм «Джай джаван джай кисан[англ.]», названный в честь этого лозунга.